# La noche de anoche
«La noche de anoche» es una canción del cantante puertorriqueño Bad Bunny junto a la cantante española Rosalía de su tercer álbum de estudio El último tour del mundo (2020). La canción fue escrita por ambos intérpretes junto con Tainy y Chris Jeday y producida por los dos últimos con Gaby Music. Se lanzó como el cuarto sencillo del álbum el 14 de febrero de 2021 a través de Rimas Entertainment junto con su vídeo musical.

## Antecedentes y lanzamiento
Los artistas se conocieron por primera vez en el Festival de Música y Arte de Coachella Valley en abril de 2019, donde tomaron algunas fotos que luego se usarían para promocionar el sencillo. Un par de días después, Bad Bunny fue a ver a Rosalía en vivo en el Mayan Theatre de Los Ángeles, lo que generó muchos rumores sobre una futura colaboración musical. En julio de 2020, cuando las restricciones de viaje causadas por la pandemia COVID-19 comenzaron a desaparecer, Rosalía viajó a San Juan para trabajar en su próximo álbum de estudio. Allí trabajó con Tainy, Chris Jeday, Gaby Music y Tego Calderón, entre otros. Bad Bunny luego le dijo a Billboard que ambos querían trabajar juntos durante mucho tiempo, pero que no había llegado la canción o el momento adecuado.
El 25 de noviembre, Bad Bunny reveló la portada, lista de canciones y la fecha de lanzamiento de su tercer álbum de estudio, donde confirmó la primera colaboración entre ambos cantantes.

## Video musical
El vídeo musical de «La noche de anoche» se lanzó el 14 de febrero de 2021 bajo la dirección de Stillz. En el clip se ve a Bad Bunny con una bata de terciopelo celeste y a Rosalía con un vestido blanco en un paisaje inspirado en cuadros de Salvador Dalí: un paraje desértico, con una construcción blanca y un árbol seco. Bad Bunny y Rosalía emiten llamas cuando se acarician, y al terminar el vídeo se abrazan envueltos en fuego.

## Posicionamiento en listas
| Listas (2021)                         | Mejor posición |
| ------------------------------------- | -------------- |
| Argentina (Argentina Hot 100)         | 3              |
| Bolivia (Monitor Latino)              | 11             |
| Colombia (Monitor Latino)             | 7              |
| Costa Rica (Monitor Latino)           | 18             |
| El Salvador (Monitor Latino)          | 18             |
| España (PROMUSICAE)                   | 1              |
| Estados Unidos (Billboard Hot 100)    | 53             |
| Estados Unidos (Hot Latin Songs)      | 2              |
| Estados Unidos (Latin Airplay)        | 7              |
| Estados Unidos (Latin Rhythm Airplay) | 4              |
| Global 200 (Billboard)                | 7              |
| Honduras (Monitor Latino)             | 8              |
| México (AMPROFON Top Streaming)       | 5              |
| Nicaragua (Monitor Latino)            | 9              |
| Paraguay (Monitor Latino)             | 8              |
| Paraguay (SGP)                        | 5              |
| Perú (Monitor Latino)                 | 8              |
| Portugal (AFP)                        | 118            |
| Puerto Rico (Monitor Latino)          | 1              |
| República Dominicana (Monitor Latino) | 1              |
| Suiza (Schweizer Hitparade)           | 41             |
| Uruguay (Monitor Latino)              | 9              |

## Certificaciones
| País (organismo certificador) | Certificación | Unidades certificadas |
| ----------------------------- | ------------- | --------------------- |
| España (PROMUSICAE)           | 5× Platino    | 200 000               |
| Italia (FIMI)                 | Oro           | 35 000                |
| Portugal (AFP)                | Platino       | 10 000                |

## Historial de lanzamiento
| País   | Fecha                 | Formato                      | Discográfica | Ref   |
| ------ | --------------------- | ---------------------------- | ------------ | ----- |
| Varios | 14 de febrero de 2021 | Descarga digital y streaming | Rimas        | [ 2 ] |